# ラピスラズリ (藍井エイルの曲)
「ラピスラズリ」は、藍井エイルの10枚目のシングル。2015年4月22日にSME Recordsから発売された。

## 概要
前作「GENESIS」から約2か月ぶりの発売となる2015年2枚目のシングル。
表題曲「ラピスラズリ」は、MBS・TBS系アニメ『アルスラーン戦記』のエンディングテーマに起用されたミディアムチューンで、藍井が「自分自身これまでに歌ったことのないような楽曲」と評する楽曲。制作されたPVは、タイトルの意味の一つである瑠璃色の月の下で藍井が楽曲を歌う内容になっている。初週売上1.0万枚売上、その後タイアップの『アルスラーン戦記』の効果や音楽番組の出演効果により16週にわたり売上を伸ばし、3.0万枚を記録した。YouTubeによるPVの再生回数は600万回を超え、アニメファンだけでなく、一般層の間にも名を広めた大ヒット作となった。
また、テレビ東京系列で放送の『ヨソで言わんとい亭〜ココだけの話が聞ける（秘）料亭〜』のEDテーマにも起用されている。
販売形態は通常盤（SECL-1674）の他に、「ラピスラズリ」のPVやリマにて撮影されたオフショット映像を収録したDVDとブックレットが付属する初回生産限定盤（SECL-1672）、『アルスラーン戦記』の描き下ろしイラストデジパック仕様の期間生産限定盤（SECL-1675）の3種類。
2019年3月1日には、ソニー・ミュージックエンタテインメントのアニメソング人気投票キャンペーン「平成アニソン大賞」において編曲賞（2010年 - 2019年）に選出された。

## シングル収録内容

### 通常盤・初回生産限定盤
| #         | タイトル                       | 作詞         | 作曲      | 編曲              | 時間  |
| --------- | ------------------------------ | ------------ | --------- | ----------------- | ----- |
| 1.        | 「ラピスラズリ」               | Eir 加藤裕介 | 加藤裕介  | 加藤裕介          | 4:00  |
| 2.        | 「空蝉アルティメット」         | 安田貴広     | 安田貴広  | 安田貴広          | 4:03  |
| 3.        | 「リンドウの花」               | Eir          | 安田史生  | yukarico 采原史明 | 4:45  |
| 4.        | 「ラピスラズリ」(Instrumental) |              |           |                   | 3:57  |
| 合計時間: | 合計時間:                      | 合計時間:    | 合計時間: | 合計時間:         | 16:45 |

| #  | タイトル                         | 作詞 | 作曲・編曲 |
| -- | -------------------------------- | ---- | ---------- |
| 1. | 「ラピスラズリ」(Music Video)    |      |            |
| 2. | 「Making of 「ラピスラズリ」」   |      |            |
| 3. | 「Eir in Lima (Peru) the movie」 |      |            |

### 期間生産限定盤
| #         | タイトル                        | 作詞  | 作曲・編曲 | 時間 |
| --------- | ------------------------------- | ----- | ---------- | ---- |
| 1.        | 「ラピスラズリ」                |       |            | 4:00 |
| 2.        | 「空蝉アルティメット」          |       |            | 4:03 |
| 3.        | 「リンドウの花」                |       |            | 4:45 |
| 4.        | 「ラピスラズリ (TV size ver.)」 |       |            | 1:33 |
| 合計時間: | 合計時間:                       | 14:21 |            |      |